# Popcorn Time
Popcorn Time (укр. час для попкорну) — це безкоштовна програма, що працює на багатьох платформах, вона використовує протокол BitTorrent і має вбудований медіа-плеєр. Оригінальна програма і багато її однойменних форків — це безкоштовна альтернатива платним стримовим сервісам для перегляду відео (наприклад, Netflix).
Програма використовує послідовне завантаження для файлів таким чином, щоб програвати їх за мірою отримання даних, не чекаючи на повне завантаження. Дані беруться з кількох великих трекерів, які також можна додавати вручну.

Popcorn Time отримав дуже високі оцінки та велику увагу від деяких видань, що порівнювали його з Netflix за простоту користування. Після різкого сплеску популярності розвиток програми значно сповільнився 14 березня 2014 року через тиск з боку MPAA.

## Функціональність
Інтерфейс програми являє собою набір зменшених зображень обкладинок фільмів з назвами. Список можна фільтрувати за жанрами, популярністю або назвою стрічки. Після відкриття фільму, він починає завантажуватись за допомогою протоколу BitTorrent. Як і в інших клієнтах для BitTorrent, одразу після початку скачування файлу він також роздається іншим бажаючим його завантажити або переглянути, це називається сідуванням. Таким чином, завантажений файл буде роздаватись іншим учасникам перегляду доти, поки його не буде видалено з комп'теру. Зазвичай, видалення файлу відбувається при закритті програми.

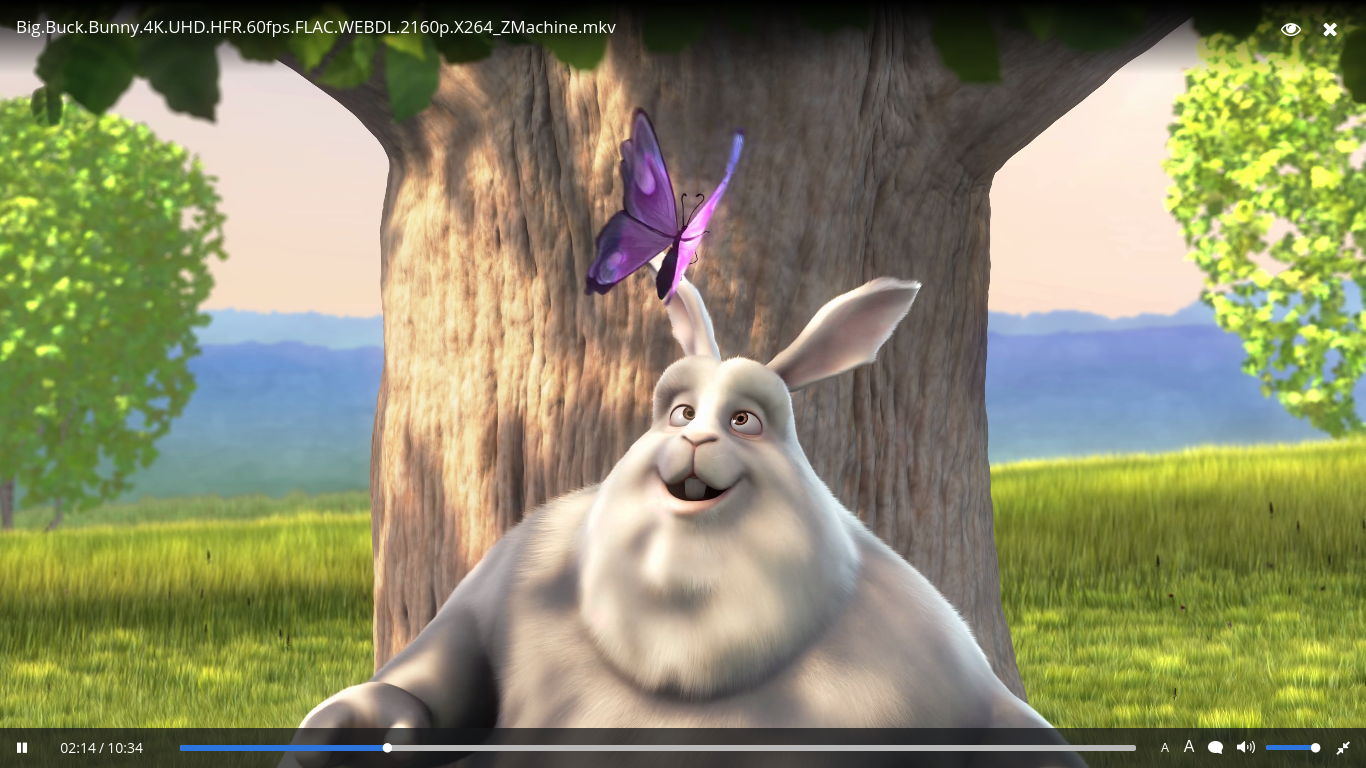
Приклад відео в програмі Popcorn Time 0.3.8

## Історія створення
Першу версію Popcorn Time було створено за кілька тижнів a групою програмістів з Буенос-Айресу, яка назвалась «Pochoclín» (від pochoclo, як місцеві жителі називають попкорн). Розробники вважали, що піратство — це штучна проблема, створена кіноіндустрією, яка розглядає іновації як загрозу своїм прибуткам. Згодом розробники покинули розвиток проекту, проте, завдяки іншим програмістам, Popcorn Time продовжує активно розвиватись.
Програму можна було завантажити для операційних систем: Linux, macOS, Windows та Android, а сирцевий код був доступним у відкритому доступі на сайті розробників. Користувачі переклали програму на 44 мови.

### Відгуки
Popcorn Time отримав багато відгуків від провідних ЗМІ, таких як PC Magazine та CBS News, що порівнювали його з Netflix. Кейтлін Дьюї з Washington Post назвала Popcorn Time спробою поєднати торенти із зручним інтерфейсом.

Джейрд Ньюмен з журналу Тайм так описав свої враження:
Програма настільки добре займається піратством фільмів, що це лякає.

### Законність[16]
Клієнти «Popcorn Time» фактично є допрацьованими програмами для обміну даними BitTorrent, тому вони мають ті ж претензії від правовласників. Аналогічні проблеми виникають і у сайтів The Pirate Bay та YTS через те, що вони дозволяють легко отримати можливо заборонений контент. Тому «Час для попкорну» нагадує користувачам, що користування сайтом може бути нелегальним, відповідно до деяких місцевих законів.
В квітні 2015 року британський суд видав настанову для місцевих провайдерів щодо блокування всіх адрес, які використовуються програмою Popcorn Time (PTAS) і ресурсів, з яких оновлюються її дані (SUI) — наприклад, бази даних, де зберігаються адреси трекерів. 
20 травня 2015 р. в Ізраїлі було закрито доступ blocked all access до офіційних ресурсів для завантаження «Часу для попкорну». Ті користувачі, які раніше завантажили програму, могли й далі нею користуватись без обмежень. Через місяць заборону було знято.
17 серпня 2015 р. ресурс popcorntime.dk з Данії було закрито данською поліцією, а двох людей заарештовано [Архівовано 3 березня 2016 у Wayback Machine.]. Ця ситуація виявилась суперечливою, бо сайт жодним чином не був пов'язаний з Часом для попкорну, а лише розповідав про сервіс.
Як і у звичайних клієнтах для BitTorrent, в «Часові для попкорну» ip-адреси користувачів можуть бути відслідковані. На початку 2015 року деякі німецькі користувачі програми отримали запит на оплату 815€ відшкодування.

## Сучасність

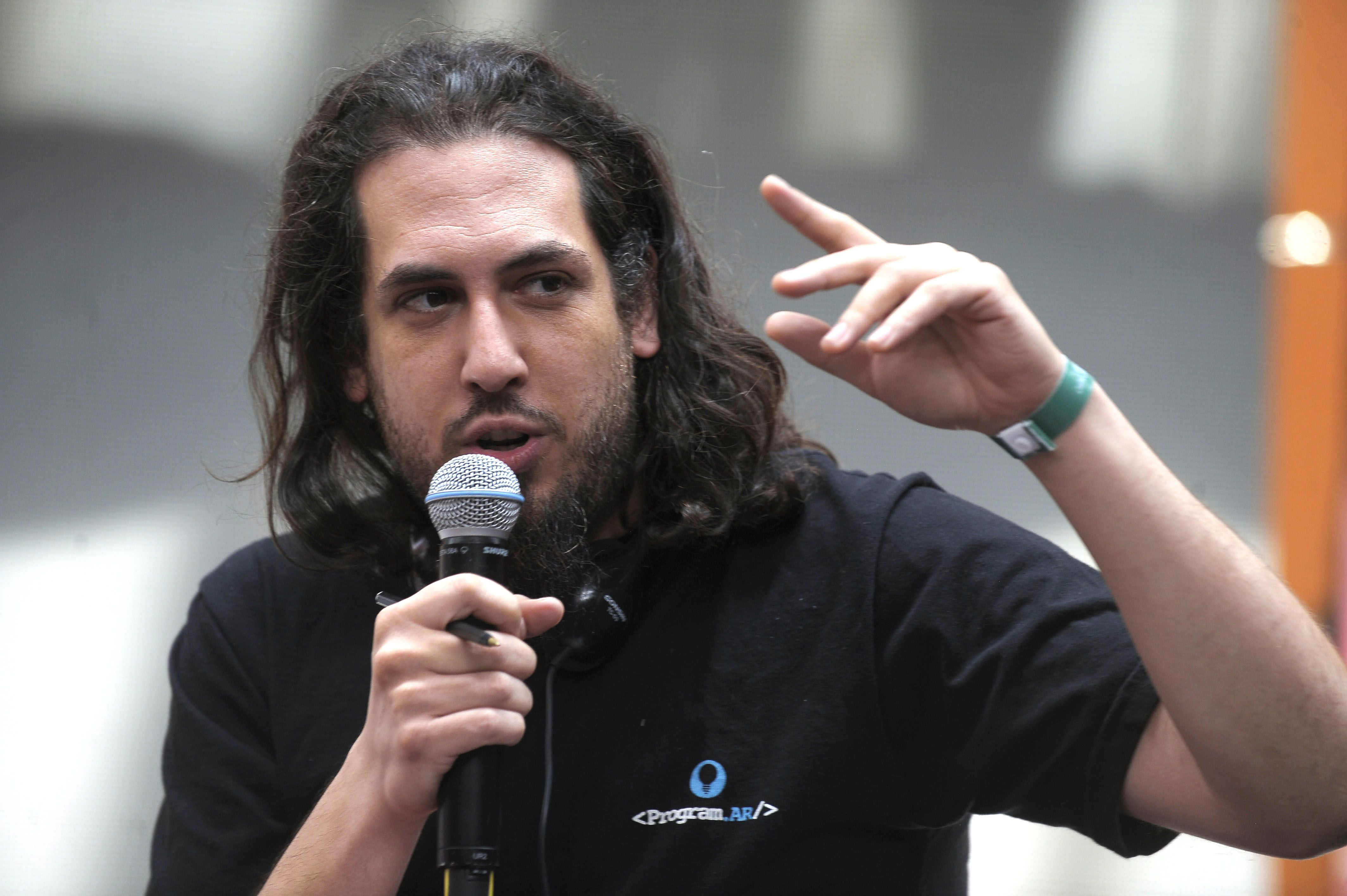
Аргентинський програміст Нів Сарді (Niv Sardi), один з розробників форку Popcorntime.io.

Після того, як автори програми перестали нею займатися, добровольцями було створено кілька форків оригінальної версії Popcorn Time, розробка яких продовжилась окремо. Ці групи розробників використовують назву «Popcorn Time», але це вже інші проєкти, які не пов'язані з оригінальною версією. Частину з цих розробників автори проекту оголосили офіційними продовжувачами розробки Popcorn Time. Popcorntime.app, раніше відомий як popcorntime.sh, спонсорується компанією VPN.ht.

### PopcornTime.io
Ресурс Popcorntime.io — це форк з відкритим кодом від оригінальної версії Popcorn Time. Її код базується на оригінальній версії програми, а вихідні коди доступні на GitHub, продукт ліцензовано ліцензією GNU General Public License.
17 вересня, 2014 popcorntime.io додав підтримку Chromecast та пристроїв AirPlay. 6 листопада того ж року розробники проекту випустили API для пультів керування. 25 грудня 2014-го випущено мобільну версію для Android 4.0.3 і запущено підтримку VPN. В жовтні 2015-го, PopcornTime.io було закрито через скарги правовласників.
3 листопада 2015 р. сайт popcorntime.io було закрито компанією MPAA після рішень судів Канади та Нової Зеландії.

### Popcorn-Time.se (колишній Time4Popcorn.eu)
Цей форк було запущено на домені time4popcorn.eu. 9 жовтня 2014 року домен time4popcorn.eu було закрито компанією Eurid в результаті  судового позову. Копії програми, які використовували домен time4popcorn.eu, перестали працювати. Тоді форк змінив адресу на popcorn-time.se.
13 травня 2014 року форк представив версії для телефонів та планшетів на Android.
Окрім того, 9 червня того ж року на popcorn-time.se було додано підтримку VPN.
Пізніше з'явилась підтримка Chromecast для комп'ютерів та пристроїв на Android. 30 липня 2014-го форк став підтримувати Apple TV, а 30 вересня — телефони iOS після джейлбрейку.

### Сайт проекту
Офіційний сайт час від часу міняється через блокування. На 29 березня 2016-го року офіційна адреса — popcorntime.app [Архівовано 22 лютого 2021 у Wayback Machine.]. Перевіряти адресу сайту можна за офіційним твітером проекту [Архівовано 14 березня 2016 у Wayback Machine.].